# Кызыладжло
Кызыладжло (груз. ყიზილაჯლო, азерб. Qızılhacılı или Dağ Qızılhacılı) — село в подчинении сельской административно-территориальной единицы Ипнари, Дманисского муниципалитета, края Квемо-Картли республики Грузия. Населено азербайджанцами. Находится в юго-восточной части Грузии, на территории исторической области Борчалы..

## История
В исторических документах XIX века название села упоминается также как «Тахмазгулу — Кызылхаджилы» (азерб. «Təhməzqulu - Qızılhacılı»).

### Топоним
Топоним села Кизыладжло (азерб. «Qızılhacılı») в переводе с азербайджанского языка на русский язык означает «Золотой Гаджилы» и происходит от названия одноимённого кыпчако-карапапахского племени.

## География
Село расположено на Гомаретинском плато, в 20 км к северо-западу от районного центра Дманиси, на высоте 1240 метров от уровня моря.
Граничит с городом Дманиси, селами Карабулахи, Саджа, Квемо-Карабулахи, Ипнари, Бахчалари, Гедагдаги, Дагарухло, Шихлы, Земо-Карабулахи, Муздулари, Ормашени, Пантиани, Аха, Велиспири, Ганахлеба, Саркинети, Диди-Гомарети, Патара-Гомарети, Мамула, Пичвебисхеви, Усеинкенди, Земо-Саламалейки, Сафигле, Мамишлари, Муздулари, Сапикле, Шоршолети, Согутло, Кариани, Камарло, Шахмарло, Иакубло, Шиндилиари, Цителсакдари, Бослеби, Каклиани и Далари Дманисского Муниципалитета.

## Население
По данным Государственного статистического комитета Грузии, согласно официальной переписи 2002 года, численность населения села Кызыладжло составляет 341 человек и на 100 % состоит из азербайджанцев.

## Экономика
Население в основном занимается овцеводством, скотоводством и овощеводством.

## Достопримечательности
- Средняя школа[10] — открыта в 1930 году.[7]